# Berlie Doherty
Berlie Doherty, född 1943 i Liverpool, är en engelsk författare, bosatt i Sheffield. 
Doherty studerade vid universitet i Durham 1961-1964 och avlade en BA-examen. Hon har genomgått lärarutbildning och arbetat som socialarbetare, lärare och sångerska.
Debutboken Tasso och Mysan är en bilderbok om två katter. Historien om Jim är en historisk roman med viss verklighetsbakgrund. De övriga fyra ungdomsromanerna är realistiska berättelser om ungdomar och familjemedlemmar från olika generationer. Hon ger nyanserade personporträtt och också en lågmäld arbetarklasskildring.

## Böcker översatta till svenska
- Tasso och Mysan, 1988 (bild: Teresa O'Brien)
- Bilden av Danny, 1989 (Granny was a buffer girl)
- Vad grön du är!, 1990 (How green you are!)
- Ängeln i underjorden, 1991 (The making of fingers Finnigan)
- Kära Ingen, 1993 (Dear Nobody)
- Historien om Jim, 1997 (Street child)
- Klassiska sagor (återberättade av Berlie Doherty, illustrerade av Jane Ray, 2000 (Fairy tales)
- Abela,

## Priser och utmärkelser
- Carnegie Medal 1986 för Granny was a buffer girl
- Burnley/National Provincial Children's Book of the Year Award 1987 för Bilden av Danny
- Boston Globe-Horn Book Honor Award 1988 för Bilden av Danny
- Carnegie Medal 1991 för Dear Nobody
- Writers Guild of Great Britain Award 1997 för "Daughter of the Sea"
- Phoenix Award 2004 för "White Peak Farm"